# 獨角龍屬
獨角龍屬（屬名：Monoclonius）是種角龍亞目恐龍，是由愛德華·德林克·科普在1876年所命名，發現於美国蒙大拿州的朱迪斯河組和加拿大的阿尔伯塔省，年代為晚白堊紀。獨角龍常與尖角龍產生混淆，有些人員認為牠們屬於同一種生物的不同性別或年齡。

## 詞源
在大眾認知裡，獨角龍的屬名意為「單一的角」，意指這種恐龍的單一鼻角。實際上，獨角龍的屬名意為「單一的根部」，指的是牙齒只有一個齒根。在1876年，愛德華·德林克·科普於同份研究命名了獨角龍、雙芽龍（Diclonius），科普根據單一齒根、兩個齒根而命名這兩種恐龍。他認為雙芽龍有兩副牙齒，一副用來咀嚼，另一副則是備用牙齒；而獨角龍咀嚼時只能用一副牙齒。在當時，科普認為獨角龍、雙芽龍都是鴨嘴龍類。

## 歷史

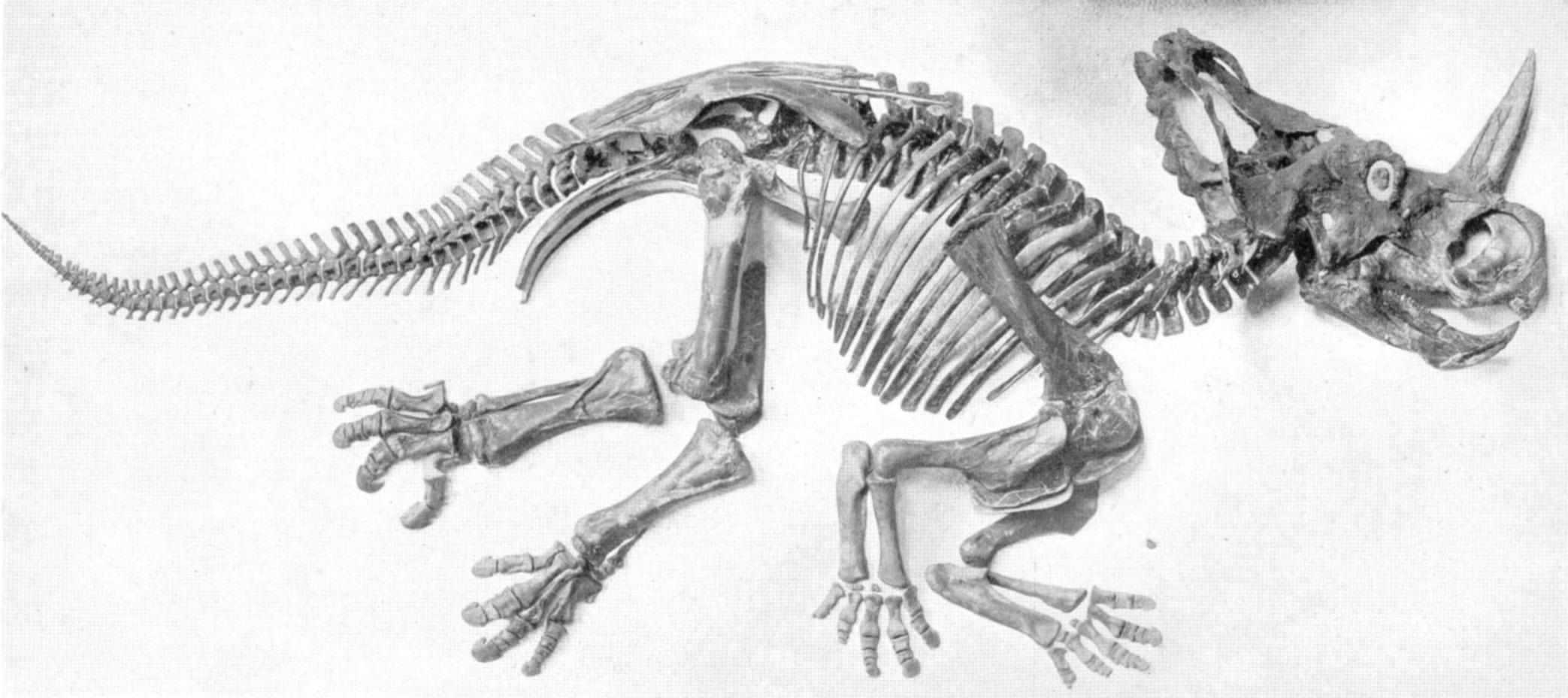
獨角龍的骨架

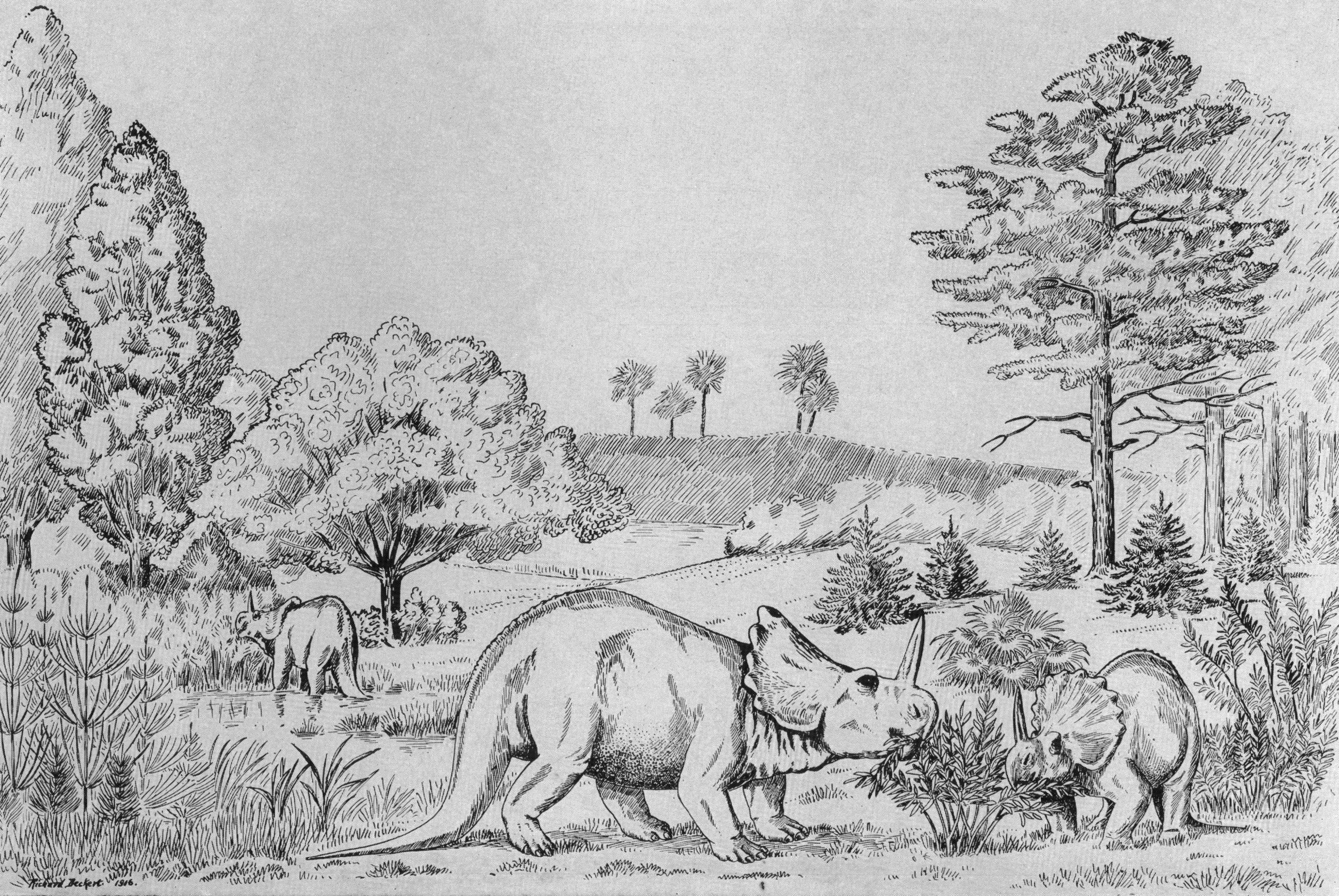
1917年繪製的獨角龍想像圖

獨角龍是愛德華·德林克·科普所命名的第三種角龍類恐龍，前兩者為奇蹟龍與大師龍，但其中只有獨角龍仍被視為是有效屬。模式標本是在1876年夏季發現於蒙大拿州，與當年六月發生的小大角河戰役發生地點，相距約100公里。雖然該標本並非處於天然的狀態，科普將大部分骨骸挖出，包含頭骨材料與鼻角基部，只缺乏腳掌部位。但因為當時缺乏角龍類恐龍的資料，科普並不清楚這些頭骨與鼻角的真實面目。
在1889年，奧塞內爾·查利斯·馬什（O. C. Marsh）命名了三角龍屬，科普繼而重新檢驗獨角龍的標本。在科普命名厚獨角龍（M. crassus）的同一份研究中，他另外命名了三個新的獨角龍的種。科普提出獨角龍有個大型的鼻角，眼睛上方有兩個較小型的額角，頭頂後方有大型頭盾，上有寬廣的開孔。
稍後，馬什的耶魯大學工作團隊中的約翰·貝爾·海徹爾（John Bell Hatcher），在馬什死後接下了角龍科的專題論文工作，並提及了科普的研究方法。科普鮮少在挖掘現場鑑識標本，經常以多個化石材料所拼湊的骨架來鑑定，而非單一個體的化石。海徹爾重新研究厚獨角龍的模式標本，但頭骨材料中，海徹爾唯一可確定屬於獨角龍的只有頂骨，並發現科普所稱的鱗狀骨與額角不能確定是否屬於獨角龍。

### 尖角龍爭議
在1889年之後，在蒙大拿州朱迪斯河附近所發現的角龍類恐龍，常被歸類於獨角龍屬。在1902年，勞倫斯·賴博根據發現於加拿大的破碎頭骨，命名了三個新的獨角龍的種，這是首次發現的加拿大角龍類恐龍。
在1904年，賴博將道氏獨角龍（M. dawsoni）的第二個標本，個別建立為尖角龍屬。在查爾斯·斯騰伯格（Charles Hazelius Sternberg）發現了新的尖角龍標本後，尖角龍與獨角龍更被確定為兩個獨立的屬。在1914年，巴納姆·布朗重新鑑識尖角龍與獨角龍，並判定科普當年建立的大部分獨角龍的種為無效種，使獨角龍屬只包含一個種，厚獨角龍。布朗認為厚獨角龍是個年紀較大的尖角龍個體，化石曾遭到侵蝕作用，因此尖角龍與獨角龍是同一種動物。在1915年，賴博公佈一份角龍類恐龍研究，建立了三個新科，並將道氏獨角龍歸類於短角龍，而M. sphenocerus改歸類於戟龍。賴博認為厚獨角龍的化石經過侵蝕作用損害，而且缺乏大部分鼻角，因此無法鑑定。賴博並將布朗建立的M. flexus改歸類於尖角龍的模式種C. apertus。之後，布朗公佈一份亞伯達省尖角龍亞科研究，並首度研究了一副完整的角龍類骨骸，命名為角鼻獨角龍（M. nasicornis）。
布朗與賴博之間的尖角龍/獨角龍爭論持續了數年，直到理查·史旺·納爾（Richard Swann Lull）在1933年公佈一份角龍類恐龍重新鑑識研究。與他在1907年的專題論文不同，納爾這次的研究較少圖片。另外，Lull企圖將當時所有的角龍類化石發現位置尋找出來。納爾將另一個亞伯達省發現的化石歸類於M. flexus，並認為尖角龍是獨角龍的次同物異名，或者是獨角龍的一個亞屬。在耶魯大學的皮巴第博物館，這個標本以獨特的方式展出，其左半側為化石骨骸，右半側為重建模型。在1940年，查爾斯·斯騰伯格之子依據自1876年之後，蒙大拿州未曾發現獨角龍的化石，因此確定獨角龍只生存於史前的亞伯達省，而獨角龍與尖角龍之間有足夠的差異，應為兩個獨立的屬。獨角龍的化石數量較少，所發現地層的年代較尖角龍為早，似乎顯示獨角龍可能是尖角龍的祖先。

## 分類
獨角龍屬於角龍亞目的尖角龍亞科，角龍亞目恐龍是群草食性恐龍，擁有類似鸚鵡的喙狀嘴，生存於白堊紀的北美洲與亞洲。所有的角龍類恐龍在白堊紀末期滅絕。

## 種
模式種：
- 厚獨角龍（Monoclonius crassus）：Cope 1876 [AMNH 3998]

其他種：
- 亞伯達獨角龍（M. albertensis）：Lambe, 1913/Leahy, 1987。現為亞伯達戟龍（Styracosaurus albertensis）。
- M. apertus：Lambe, 1904/Kuhn, 1964。現為尖角龍的模式種（Centrosaurus apertus）。
- 貝氏獨角龍（M. belli）：Lambe, 1902。現為貝氏開角龍（Chasmosaurus belli）。
- 加拿大獨角龍（M. canadensis）：Lambe, 1902。現為加拿大開角龍（C. canadensis）。
- 卡氏獨角龍（M. cutleri）：Brown, 1917。只有身體後半部與一些碎片。現編入於尖角龍的M. apertus。
- 道氏獨角龍（M. dawsoni）：Lambe, 1902。先後為道氏厚鼻龍（Brachyceratops dawsoni）與道氏尖角龍（C. dawsoni），現包含於尖角龍的M. apertus。
- M. fissus：Cope, 1889。只有翼骨，科普最初認為是鱗狀骨。疑名。
- M. flexus：Brown, 1914。現包含於尖角龍的M. apertus。
- 長喙獨角龍（M. longirostris）：Sternberg, 1940/Kuhn, 1964。現包含於尖角龍的M. apertus。
- 洛氏獨角龍（M. lowei）：Sternberg, 1940。一個稍為平坦的大型頭骨，從未完全密合的骨縫，似乎為亞成年體。斯騰伯格提出這個種類似厚鼻龍。種名是以發現地的居民Harold D'acre Robinson Lowe為名，他曾協助斯騰伯格從事亞伯達省的挖掘活動達六年之久，以及在曼尼托巴省、薩克其萬省的工作。
- 蒙大拿獨角龍（M. montanensis）：Gilmore, 1914。現包含於蒙大拿厚鼻龍。
- 角鼻獨角龍（M. nasicornis）：Brown, 1917。現部分包含於尖角龍的M. apertus，部份包含於亞伯達戟龍。達德森認為牠是雌性的戟龍。
- 後彎獨角龍（M. recurvicornis）：Cope, 1889。頭骨、三個角、與相關碎片。現為後彎角龍（Ceratops recurvicornis），狀態為疑名。
- M. sphenoceras： Cope, 1890。鼻角、前上頜骨。先後為奇蹟龍的Agathaumas monoclonius、A. sphenoceras、戟龍的S. sphenoceras，疑名。

## 食性與生態
如同所有角龍類恐龍，獨角龍是草食性。在白堊紀期間，開花植物的地理範圍有限，所以獨角龍可能以當時的優勢植物為食，例如：蕨類、蘇鐵、針葉樹。牠們可能使用銳利的喙狀嘴咬下樹葉或針葉。

## 大眾文化
如同其它著名角龍類恐龍，獨角龍也出現在許多電視節目。例如1984年的美國科普節目《Prehistoric Beast》，獨角龍有許多戲份。隔年的科普節目《Dinosaur!》，則沿用相同的畫面、橋段。

## 外部連結
- The Dinosaur Encyclopedia https://web.archive.org/web/20070405153608/http://www.dinoruss.org/de_4/index.htm
- https://web.archive.org/web/20090531083004/http://www.dinosaurvalley.com/Visiting_Drumheller/Kids_Zone/Groups_of_Dinosaurs/index.php